# مغرز
مَغرِز (به معنای بیخ) یا دلتا خرس بزرگ (δ UMa) یک ستاره است که در صورت فلکی خرس بزرگ قرار دارد.
نام مغرز به معنی بیخ است که به بیخ و و جای رستنِ دم خرس بزرگ اشاره دارد. این ستاره را در انگلیسی Megrez می‌نامند.
در تصور چهار ستاره مربع‌شکل در صورت فلکی خرس بزرگ به عنوان «آبگردان»، مغرز محل اتصال دسته به آبگردان است.
یا این‌که جرم مغرز تنها دو برابر بیشتر از جرم خورشید است اما درخشش آن بیش از ۲۰ برابر درخشش خورشید ما است که علت آن فشردگی گرانشی بیشتر در داخل بدنه این ستاره و دمای بیشتر آن است. با این وجود، مغرز کم‌فروغ‌ترین ستاره خرس بزرگ است.
فاصله مغرز از زمین ۸۱.۴ سال نوری است و شعاع آن دو برابر خورشید ما است. مغرز کوتوله‌ای است با نور سفید که با دمای ۸۶۳۰ کلوین می‌سوزد و گرمای آن حدود ۵۰ درصد بیشتر از گرمای خورشید ما است.
بررسی‌ها نشان داده‌است که عمر مغرز و دیگر ستاره‌های مرکزی آبگردان خرس بزرگ در حدود ۵۰ میلیون سال است و بنابراین آن‌ها در نیمه عمر همجوشی هیدروژنی خود قرار دارند.